# Labirynt zdarzeń
Labirynt zdarzeń – pierwszy album studyjny polskiego zespołu Batalion d’Amour. Wydawnictwo ukazało się w lipcu 1998 roku nakładem Morbid Noizz Productions. Płyta zawiera materiał z kilku lat działalności zespołu, obejmujący 11 utworów utrzymanych w klimacie rocka gotyckiego.

## Lista utworów
Opracowano na podstawie materiału źródłowego:
| 1.  | „Synowie Buntu”                    | 05:30 |
|     |                                    |       |
| 2.  | „Ostatni Raz”                      | 03:36 |
|     |                                    |       |
| 3.  | „Love Me To Death”                 | 03:51 |
|     |                                    |       |
| 4.  | „I Tylko”                          | 05:01 |
|     |                                    |       |
| 5.  | „Try To Save Soul”                 | 03:32 |
|     |                                    |       |
| 6.  | „Nowy Dzień”                       | 04:04 |
|     |                                    |       |
| 7.  | „Znów Kolejny Dzień”               | 04:52 |
|     |                                    |       |
| 8.  | „Dlaczego Nie Mogę Ciebie Dotknąć” | 03:38 |
|     |                                    |       |
| 9.  | „Samotność”                        | 04:33 |
|     |                                    |       |
| 10. | „Kolejny Raz”                      | 04:13 |
|     |                                    |       |
| 11. | „Forever”                          | 04:12 |
|     |                                    |       |
|     |                                    | 47:02 |
|     |                                    |       |

## Twórcy
- Piotr Grzesik – gitara basowa, śpiew
- Anna Blomberg (Zachar) - śpiew
- Robert Kolud – gitara elektryczna
- Tomasz Ziemiński – gitara elektryczna
- Mirosław Zając – instrumenty klawiszowe
- Mariusz „Pajdo” Pająk – perkusja